# Isola di Wrangel
L'isola di Wrangel (pronuncia [ˈvraŋɡəl], in russo о́стров Вра́нгеля?, ostrov Vrangelja) è un'isola dell'Oceano Artico, posta fra il Mare dei Ciukci e il Mar della Siberia Orientale.
Misura circa 125 km di larghezza, copre un'area di 7 865 km² ed è la 92ª nella lista di isole più grandi del mondo. Il punto più alto è il monte Sovetskaja, 1 096 m s.l.m., il suo punto più meridionale (a sud-ovest) è capo Blossom. L'isola di Wrangel si trova a cavallo del meridiano di 180° e la linea internazionale del cambio di data è spostata ad est dell'isola, in modo da evitarla assieme al circondario autonomo della Čukotka, sul continente; l'unico insediamento è Ušakovskoe, disabitato dal 2003.

## Profilo

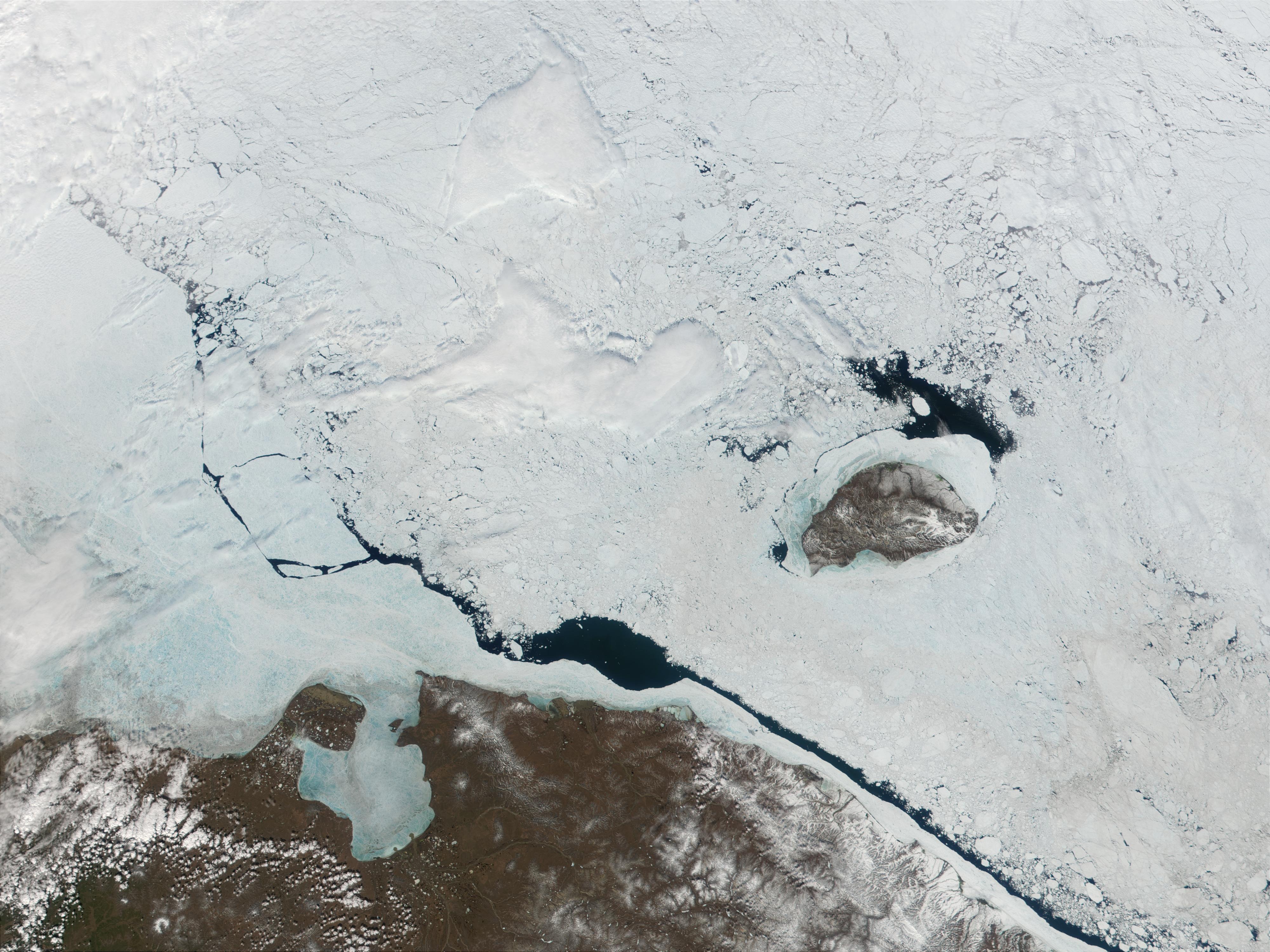
Fotografia in True colour MODIS dell'isola di Wrangel, fatta nel 2001

L'isola, principalmente rocciosa, ospita un solo insediamento umano permanente, oltre a una stazione meteorologica. È un importante luogo di riproduzione per l'orso polare, la cui densità qui è alta. Ci vivono inoltre numerose foche e lemming, in estate nidificano molte specie di uccelli.
Sull'isola sopravvissero fino al 1700 a.C. gli ultimi mammut, in particolare delle sottospecie mammut lanoso e mammut nano.
Rispetto alle altre isole artiche e a qualsiasi territorio della tundra di eguali dimensioni, l'isola di Wrangel ospita più del doppio di specie vegetali (417); per questo motivo nel 2004 è stata proclamata patrimonio dell'umanità dall'UNESCO, ed è il sito più settentrionale a fregiarsi di questo titolo. Assieme all'isola Herald è parte della riserva naturale statale "Isola di Wrangel", costituita il 23 marzo 1976.

## Storia
L'isola deve il nome al barone Ferdinand Wrangel (1797-1870), il quale, dopo essersi documentato su storie di un'isola narrate dai ciukci, nel 1820 organizzò una spedizione per verificarne l'attendibilità. La spedizione terminò quattro anni dopo senza successo. Nel 1849 Henry Kellett, capitano della nave HMS Herald, approdò su un'isola, che fu denominata Isola Herald, e affermò di aver visto da lì un'altra isola ad ovest; quest'ipotetica terraferma fu chiamata "terra di Kellet".
Nel 1867 Thomas Long, capitano di una baleniera statunitense, avvistò l'isola e le diede il nome attuale in ricordo dello sfortunato Wrangel, che dedicò tre anni della sua vita alla sua infruttuosa ricerca. Nel 1879 George Washington De Long, durante una spedizione verso il Polo Nord, cercò di attraversare la terra di Kellet in direzione est, pensando che si estendesse fino all'Artico, ma la sua nave si incagliò nel ghiaccio ed affondò.
Il primo approdo conosciuto sull'isola si ebbe nel 1881, quando una spedizione mandata per soccorrere l'equipaggio di George W. DeLong attraccò sull'isola e la dichiarò annessa agli Stati Uniti. Della spedizione faceva parte John Muir, il primo a descriverla.
Nel 1911, il primo gruppo di russi approdò sull'isola (durante l'esplorazione idrografica dell'Artico) e tre anni dopo vi attraccarono dei marinai canadesi membri di una spedizione verso il polo nord. Cinque coloni (un canadese, tre statunitensi e una donna inuit) furono lasciati sull'isola, in modo tale che nel 1921 il Canada potesse esporre dei diritti di annessione del territorio. Nonostante fossero stati scelti uomini esperti ed abituati a condizioni disagevoli di freddo, nel 1923 l'unica sopravvissuta del nucleo di coloni fu l'inuit Ada Blackjack, che fece ritorno in patria; al suo posto, rimase un nuovo gruppo costituito da dodici inuit ed un americano.
Nel 1924, una spedizione dell'Unione Sovietica guidata da Boris V. Davydov scacciò il nucleo di coloni e mise sull'isola dei coloni russi, che costituirono il presente nucleo abitato sull'isola. Secondo alcuni documenti statunitensi, otto isole artiche (fra cui l'isola di Wrangel) furono rivendicate dagli USA; tuttavia, il Dipartimento di Stato degli Stati Uniti ribadisce come nessuna di queste rivendicazioni sia mai realmente esistita.

## Clima
| Isola di Wrangel (1991-2020) Fonte: | Mesi         | Mesi         | Mesi         | Mesi         | Mesi         | Mesi         | Mesi        | Mesi        | Mesi         | Mesi         | Mesi         | Mesi         | Stagioni | Stagioni | Stagioni | Stagioni | Anno  |
| Isola di Wrangel (1991-2020) Fonte: | Gen          | Feb          | Mar          | Apr          | Mag          | Giu          | Lug         | Ago         | Set          | Ott          | Nov          | Dic          | Inv      | Pri      | Est      | Aut      | Anno  |
| ----------------------------------- | ------------ | ------------ | ------------ | ------------ | ------------ | ------------ | ----------- | ----------- | ------------ | ------------ | ------------ | ------------ | -------- | -------- | -------- | -------- | ----- |
| T. max. media (°C)                  | −18,5        | −18,7        | −17,4        | −11,7        | −2,5         | 3,8          | 6,5         | 5,6         | 2,8          | −2,5         | −8,4         | −15,5        | −17,6    | −10,5    | 5,3      | −2,7     | −6,4  |
| T. media (°C)                       | −21,8        | −22,2        | −21,0        | −15,2        | −5,1         | 1,2          | 3,6         | 3,2         | 1,0          | −4,2         | −10,8        | −18,2        | −20,7    | −13,8    | 2,7      | −4,7     | −9,1  |
| T. min. media (°C)                  | −25,1        | −25,7        | −24,5        | −18,8        | −7,5         | −0,7         | 1,4         | 1,4         | −0,7         | −6,3         | −13,5        | −21,0        | −23,9    | −16,9    | 0,7      | −6,8     | −11,8 |
| T. max. assoluta (°C)               | 1,5 (1971)   | −0,2 (2014)  | 0,2 (1971)   | 2,5 (2009)   | 9,6 (1927)   | 17,6 (2015)  | 18,2 (1927) | 16,7 (1936) | 12,7 (2018)  | 9,3 (2018)   | 2,4 (2016)   | 2,0 (2007)   | 2,0      | 9,6      | 18,2     | 12,7     | 18,2  |
| T. min. assoluta (°C)               | −42,0 (1964) | −44,6 (1966) | −45,0 (1970) | −38,2 (1984) | −31,5 (1965) | −12,3 (1954) | −4,9 (1931) | −6,5 (1946) | −21,4 (1985) | −29,8 (1928) | −34,9 (1955) | −57,7 (1926) | −57,7    | −45,0    | −12,3    | −34,9    | −57,7 |
| Nuvolosità (okta al giorno)         | 5,6          | 5,8          | 5,4          | 6,3          | 8,1          | 7,8          | 7,8         | 8,6         | 8,5          | 8,0          | 7,0          | 5,4          | 5,6      | 6,6      | 8,1      | 7,8      | 7,0   |
| Precipitazioni (mm)                 | 9            | 10           | 8            | 7            | 8            | 9            | 22          | 22          | 16           | 16           | 12           | 9            | 28       | 23       | 53       | 44       | 148   |
| Giorni di pioggia                   | 0,1          | 0,2          | 0,03         | 0,3          | 4,0          | 9,0          | 14,0        | 17,0        | 11,0         | 2,0          | 1,0          | 0,2          | 0,5      | 4,3      | 40,0     | 14,0     | 58,8  |
| Nevicate (cm)                       | 6            | 7            | 7            | 7            | 6            | 1            | 0           | 0           | 0            | 2            | 5            | 5            | 18       | 20       | 1        | 7        | 46    |
| Giorni di neve                      | 13           | 13           | 12           | 14           | 17           | 9            | 3           | 6           | 15           | 22           | 16           | 13           | 39       | 43       | 18       | 53       | 153   |
| Giorni di nebbia                    | 0            | 1            | 1            | 1            | 5            | 9            | 12          | 12          | 7            | 1            | 1            | 1            | 2        | 7        | 33       | 9        | 51    |
| Umidità relativa media (%)          | 79           | 80           | 80           | 81           | 85           | 87           | 88          | 89          | 86           | 81           | 79           | 79           | 79,3     | 82       | 88       | 82       | 82,8  |
| Vento (direzione-m/s)               | N 5,6        | NE 5,3       | NE 4,2       | NE 4,4       | E 4,4        | E 3,6        | E 3,8       | E 4,1       | N 4,6        | N 5,8        | N 6,9        | N 6,3        | 5,7      | 4,3      | 3,8      | 5,8      | 4,9   |